# San Ignacio (província)
Santo Inácio (em castelhano:  San Ignacio) é uma província do Peru localizada na região de Cajamarca. Sua capital é a cidade de San Ignacio.

## Distritos da província
- Chirinos
- Huarango
- La Coipa
- Namballe
- Santo Inácio
- São José de Lourdes
- Tabaconas